# Novo Selo (Noord-Macedonië)
Novo Selo (Macedonisch: Ново Село) is een gemeente in Noord-Macedonië.
Novo Selo telt 11.567 inwoners (2002). De oppervlakte bedraagt 237,45 km², de bevolkingsdichtheid is 48,7 inwoners per km².
In de gemeente bevindt zich onder andere de Smolarewaterval, de hoogste waterval van Macedonië.